# Hej hej sommar
Hej hej sommar var SVT:s sommarlovsprogram 2006–2008. Programledare var Nic Schröder (känd för hitlåten "Hej hej Monika") 2006–2007, och Sandra Dahlberg och Svante (egentligen Melker Henningsson) (och Nic Schröder) 2008.

## Signaturmelodi
Signaturmelodin till programmets sångtext lyder:
Hej hej sommar! (Hej hej sommar!)
Hej hej sommar! (Hej hej sommar!)
Vi ska bada, sola, bada, sola, bada tills tårna domnar!
Hej hej sommar! (Hej hej sommar!)
Hej hej sommar! (Hej hej sommar!)
Hur ska jag kunna slappa, när hjärtat det klappar?
Hej hej sommar!
Det har ändrats små saker i signaturmelodin 2007 och 2008. 2007 var det bara Nic Schröder som sjöng i melodin. 2008 var det Sandra Dahlberg som sjöng i melodin, då hon var programledare. Hon sjöng själv och slutade med att kula vid en kohage.

## 2006
2006 åkte Nic runt i Sverige i en sändningsbuss som han "stulit" av SVT:s TV-chefer. Därifrån visade han serier (bland annat Hydronauterna, Seaside Hotell, Flyg 29 saknas (utom de 4 sista avsnitten vilka istället sändes i slutet av sommaren därpå) och Emblas hemlighet) och anordnade tittartävlingar; på fredagar hade man vattentävlingar och en kändis gästade programmet. Det 1:a avsnittet sändes i SVT1 klockan 9.15 måndagen den 19 juni och det 40:e och sista avsnittet sändes samma tid fredagen den 11 augusti.

## 2007
2007 hade Nic hand om Vägrenens camping (egentligen Sjöatorps camping väster om Hjortsberga). Serierna som visades var bland annat Blue Water High, Tintin, Äventyr i Anderna, Unge greve Dracula, Morden i midsommar (barnvänlig parodi på Morden i Midsomer), Lillas smågodis och Flyg 29 saknas (de 4 sista avsnitten vilka inte sändes sommaren före). Något nytt från 2007 var att sommarlovsprogram sändes i repris under kvällen (dock kunde man inte tävla i reprisen eftersom tävlingarna redan var över då huvudprogrammet som sändes på morgonen var över). Varannan fredag från midsommarafton anordnade Nic vattentävlingar i ett vattenland i anslutning till campingen. Det 1:a avsnittet sändes i SVT1 klockan 9.15 och 18.30 måndagen den 11 juni och det 50:e och sista sändes samma tid fredagen den 17 augusti.

## 2008
2008 var det inte Nic som ledde programmet, utan programledarrollen togs över av Sandra Dahlberg. Sandra och Nic jobbade åt sektion SG (Sektionen för särskilt granskande). Sandra flyttade in i utsiktstornet i Nykulla vilket användes som studio men hon visste inte att en kille vid namn Svante (egentligen Melker Henningsson) bodde där. Det 1:a avsnittet sändes i SVT1 måndagen den 9 juni klockan 9.15 & 18.30 och det 50:e och sista sändes samma tid fredagen den 15 augusti.
Serierna som visades var Philofix, Blue Water High, Young Dracula, Värsta vännerna, Sune, Lillas smågodis, Planet Sketch, Lilla Melodifestivalen 2007: Artisterna (en repris från ett annat sammanhang) och Det femte väderstrecket. 